# Силвия Петрунова
Силвия Петрунова е българска волейболистка.
Родена е на 13 февруари 1956 година. Играе във волейболния отбор на „Левски“, както и в националния отбор, с който печели бронзов медал на Олимпиадата в Москва през 1980 година.